# أحمد فرج المصلي
أحمد فرج المصلي  من مواليد 28 ديسمبر 1979 في بنغازي، ليبيا، وهو لاعب كرة قدم ليبي يلعب حاليا لنادي الاهلي بنغازي، ويلعب أيضا في المنتخب الليبي لكرة القدم.
له تجربة احترافية في نادي الملعب التونسي وأستمرت هذه التجربة لفترة قصيرة جدا رجع بعدها للعب في الدوري الليبي

## روابط خارجية
- أحمد فرج المصلي على موقع قاعدة بيانات كرة القدم.إي يو (الإنجليزية)
- أحمد فرج المصلي على موقع ناشيونال فوتبول تيمز (الإنجليزية)
- أحمد فرج المصلي على موقع Soccerway.com (الإنجليزية)